# Landtechnik (Zeitschrift)
Die Fachzeitschrift Landtechnik erschien mit verschiedenen Untertiteln zwischen 1946 und 2015 als Printausgabe. Gründer und erster Herausgeber war Hellmut Neureuter.

## Historie
Am 25. Januar 1946 erschien die erste Ausgabe mit dem Titel: Landtechnik, Zeitschrift für Entwicklung Herstellung Handel und Instandsetzung von Landmaschinen im neugegründeten Verlag Hellmut Neureuter, Pfaffenhofen an der Ilm. Im Jahr 1950 zog Hellmut Neureuter und mit Ihm der Verlag nach Wolfratshausen um. 1954 änderte sich der Titel auf Zeitschrift für Entwicklung Herstellung Handel Instandsetzung und für den praktischen Einsatz von Schleppern und Landmaschinen.
Als Hellmut Neureuter am 24. April 1961 im Alter von 56 Jahren starb, übernahm seine Frau Gabriele mit ihren Söhnen den Verlag und die Herausgabe der Zeitschrift.
Im November 1970 übernahm der Verlag Eduard F. Beckmann, Lehrte die Herausgabe und änderte ab 1971 den Untertitel auf Fachzeitschrift für alle Bereiche der Agrartechnik.
Im Jahr 1980 ändert sich der Untertitel erneut auf Fachzeitschrift für Agrartechnik und ländliches Bauen. Bei der bisher vom jeweiligen Verlag herausgegebenen Zeitschrift änderte sich am 1. Juli 1973 die
Herausgeberschaft und das KTBL wurde Herausgeber, der Verlag hingegen änderte sich nicht. Ab 1991 teilten sich dann das KTBL, die Landmaschinen- und Ackerschleppervereinigung (LAV) und die Max-Eyth-Gesellschaft (MEG) die Herausgeberschaft und der VDI-Verlag übernahm die verlegerischen Arbeiten.
Diesen löste 1991 der Landwirtschaftsverlag Münster ab und im Jahr 2008 übernahm das KTBL Verlag und Vertrieb der Zeitschrift. 2015 wurde die Printausgabe eingestellt, seitdem gibt es die Zeitschrift nur noch in der sei 2000 erschienenen Online-Ausgabe, seit 2024 unter dem Namen agricultural engineering.eu.

## Zielgruppe
Als Zielgruppe waren anfänglich alle an der Landwirtschaft und Landtechnik interessierten Personen und Institutionen angesprochen.
Durch den wissenschaftlichen Charakter der Inhalte änderte sich die Zielgruppe dann auf die landwirtschaftlichen Lehranstalten, Fachberater der Landwirtschaftsämter, Hersteller von Traktoren und Landmaschinen und Landmaschinenhändler.
Der einzelne Landwirt war nicht angesprochen.

## Inhalte
Anfänglich wurden alle dringenden Fragen der Landtechnik behandelt, hauptsächlich die Beschaffung von Material zur Produktion und Reparatur vorhandener Maschinen. Nachdem dann nach der Währungsreform die einzelnen Wirtschaftsverbände und Institutionen wieder zu normaler Tätigkeit gefunden hatten, wandelten sich die Inhalte zu wissenschaftlichen Beiträgen verschiedenen Lehranstalten. Die meisten Veröffentlichungen kamen von den Forschenden der Universitäten Braunschweig-Völkenrode, Freisung-Weihenstephan und Stuttgart-Hohenheim
die hier Ihre Forschungsergebnisse vorstellten. Zum Teil wurden diese Artikel auch bei den einzelnen Institutionen 1:1 in ihren eigenen Berichten übernommen, so ist z. B. der Artikel Arbeitsverfahren mit dem Feldhäcksler und die Mechanisierung der Silowirtschaft von Walter Gustav Brenner, Weihenstephan komplett mit dem Kopf der Zeitschricht
im Tätigkeitsbericht 1956–1963 der Universität Freisung-Weihenstephan enthalten.
In den Fachartikeln wurde die Entwicklung der Maschinen und die Arbeitsweisen damit aus technischer und betriebswirtschaftlicher Sicht behandelt und Vergleiche verschiendener Verfahren angestellt.
Da sich im Laufe der Zeit bestimmte Arbeitsweisen durchgesetzt hatten, wurden auch die Untersuchungen dazu weniger, so dass auch der Umfang der Zeitschrift abnahm. Als Beispiel kann die Getreideernte herangezogen werden. In den 1950er Jahren gab es noch viele Untersuchungen und Vergleiche zwischen den Ernteverfahren mit Mähbinder und Dreschmaschine, Häckseldrusch und Mähdrescher.
Als sich in den 1960er Jahren jedoch der Mähdrescher durchgesetzt hatte, waren diese Vergleiche nicht mehr notwendig. Ähnliches ist ebenso bei anderen Sparten der Landwirtschaft zu beobachten, von ursprünglich mehreren möglichen Arbeitsverfahren, die miteinander verglichen wurden, setzte sich letztendlich ein Verfahren durch, so dass es auch weniger zu untersuchen und berichten gab.
Außer den Fachartikeln war die Mitteilungen des Kuratorium für Technik und Bauwesen in der Landwirtschaft (KTL/KTBL), Mitteilungen der Landmaschinen- und Ackerschleppervereinigung (LAV) und die Mitteilungen der Max-Eyth-Gesellschaft (MEG) oft vorhandene Rubriken.
Die Neuigkeiten der Landmaschinen-Industrie wurden ebenfalls vorgestellt wie die Normvorschläge des Normenausschusses Maschinenbau, sofern diese die Landtechnik betrafen.
Seit 1959 war auch monatlich ein genehmigter Nachdruck der Gebrauchtschlepper-Börse, die in der Zeitschrift Der Bauernfreund vom Strothe-Verlag, Hannover erschien, enthalten.
Jeweils vor und nach einer DLG-Ausstellung gab es Hefte mit Vor- bzw. Rückschau. In unregelmäßigen Abständen wurden auch Typentabellen verschiedener Landmaschinen und Trakoren veröffentlicht. Die inhaltliche Zusammenstellung dieser Hefte wurde oft vom KTL/KTBL übernommen, auch zu Zeiten als es noch nicht Herausgeber war.

## Erscheinungsweise
Die Zeitschrift erschien anfangs zweimal im Monat, wobei es immer im Winter (Dezember oder Januar) und manchmal auch noch im Frühjahr oder Herbst ein Doppelheft gab (nur ein Heft im Monat), so dass es pro Jahr 22 bis 23 Hefte gab. Nachdem der Verlag Eduard F. Beckmann die Herausgabe übernommen hatte, wurden die Doppelhefte mehr, 1971 gab es vier, 1972 fünf und 1973 bereits sechs Doppelhefte. Ab 1974 erschien die Zeitschrift dann monatlich, ab 1975 mit einem Doppelheft Juli/August,
so dass es dann 11 Ausgaben pro Jahr gab. Zuletzt erschien die Zeitschrift nur noch alle zwei Monate. 2015 wurde die Printausgabe eingestellt.
Die Seitenzählung begann jedes Jahr mit der ersten Ausgabe des Jahres bei 1, bei den folgenden Ausgaben wurde die Seitennummerierung fortgesetzt, so dass es pro Jahr teilweise über 800 Seiten waren.
Die Beiträge der Online-Ausgabe werden kontinuierlich veröffentlicht.